# RoboBlitz
RoboBlitz es un videojuego indie de acción y rompecabezas para Microsoft Windows a través de Steam y Xbox 360 a través de Xbox Live Arcade. El juego fue desarrollado por Naked Sky Entertainment y lanzado el 7 de noviembre de 2006. Fue el primer juego de Unreal Engine 3 junto con Gears of War en ser lanzado.

## Trama
Blitz es un robot técnico encargado del mantenimiento de un cañón espacial orbital cuando es atacado por las fuerzas NEOD. El juego no cuenta con una trama o un trasfondo detallados. En cambio, la atención se centra en la finalización de la tarea con la ayuda de otro robot incapacitado y sin nombre similar a Blitz.

## Jugabilidad
El jugador controla un robot que debe navegar a través de seis sectores de tres partes para encender un cañón espacial orbital. Cada sector tiene una multitud de enemigos y un singular acertijo basado en la física por etapa, así como camionetas de 'actualización' que se pueden usar para expandir las utilidades, el movimiento y el armamento de Blitz. Blitz puede saltar e interactuar con máquinas y ascensores. Es capaz de agarrar objetos como barriles, transportarlos y usarlos para aplastar enemigos, así como usar armas para disparar a varios enemigos. Los jugadores pueden elegir un modo de juego más difícil que, cuando se completa, da acceso a contenido adicional.

## Desarrollo
RoboBlitz utiliza una herramienta de middleware desarrollada por Allegorithmic para almacenar sus texturas de forma procedimental. Esta técnica se utiliza para reducir el tamaño del archivo del juego; el juego real tiene menos de 50 megabytes en Xbox Live.

## Recepción
RoboBlitz fue recibido con elogios de la crítica y ha recibido varios premios y distinciones. El juego fue nominado para el Independent Games Festival de 2007 para los premios Seumas McNally Grand Prize y Excellence in Visual Art. El juego fue el ganador del Gran Premio de 2007 Indie Games Showcase, un ganador del GameTap Indie Award y "Mejor juego de descarga digital del año" por Play Magazine.